# Metzia
Metzia trước đây là Rasborinus là một chi cá chép bản địa của vùng phía Đông châu Á, chúng được ghi nhận là có tồn tại ở Việt Nam. 

## Các loài
Hiện hành có 08 loài được ghi nhận trong chi này:
- Metzia alba (T. T. Nguyen, 1991) (trước đây là: Rasborinus albus): Cá mại trắng
- Metzia bounthobi Shibukawa, Phousavanh, Phongsa & Iwata, 2012 [1]
- Metzia formosae (Ōshima, 1920)
- Metzia hautus (T. T. Nguyen, 1991)(trước đây là Rasborinus hautus): Cá mại cao
- Metzia lineata (Pellegrin, 1907)
- Metzia longinasus X. Gan, J. H. Lan & E. Zhang, 2009
- Metzia mesembrinum (D. S. Jordan & Evermann, 1902)
- Metzia parva W. Luo, J. P. Sullivan, H. T. Zhao & Z. G. Peng, 2015 [2]